# Dicranomyia (Dicranomyia) incisuralis
Dicranomyia (Dicranomyia) incisuralis is een tweevleugelige uit de familie steltmuggen (Limoniidae). De soort komt voor in het Australaziatisch gebied.